# Burgkirche (Dreieichenhain)

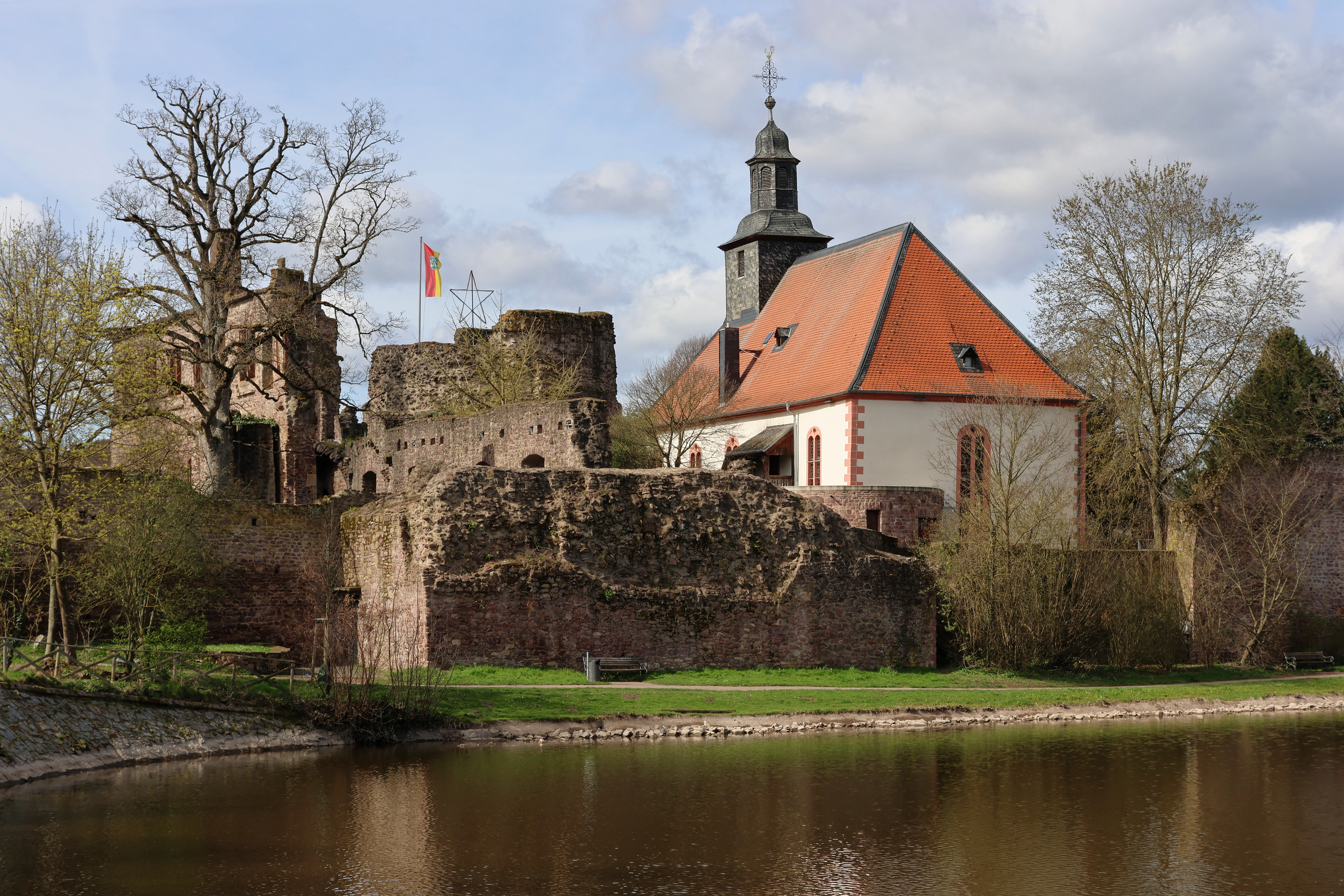
Die Kirche zwischen den Burgruinen ist ein wesentlicher Teil des Panoramas am Burgweiher.

Die Burgkirche ist ein Teil der Burg Hayn in Dreieichenhain, einem Ortsteil der südhessischen Stadt Dreieich. Während die Burg nur als Ruine erhalten ist, wird die Kirche nach wie vor genutzt. Sie ist ein wesentlicher Teil des Stadtpanoramas am Burgweiher. Die Burgkirchengemeinde gehört zum Dekanat Dreieich-Rodgau der Evangelischen Kirche in Hessen und Nassau.

## Geschichte
An der Stelle der heutigen Kirche standen mehrere Vorgängerbauten: eine ottonische Kapelle, eine frühgotische Pankratius-Kapelle aus der Zeit um 1300 und eine gotische Saalkirche, die am 27. Dezember 1669 durch einen Brand zerstört wurde. Der Überlieferung nach hatte ein Gottesdienstbesucher einen kleinen Ofen mit in die Kirche gebracht, wie es damals üblich war. Dabei fiel Holzkohle heraus und löste den Brand aus.
Bis zum Wiederaufbau vergingen fast 50 Jahre. Die Bauarbeiten dauerten von 1716 bis 1718. Sie fanden während der Amtszeit des Pfarrers Philipp Kaspar Pack statt. Die neue Kirche wurde um vier Meter nach Westen erweitert. Am ersten Advent 1718 wurde sie eingeweiht. Eine Inschrift über dem Portal bezieht sich auf den Brand.

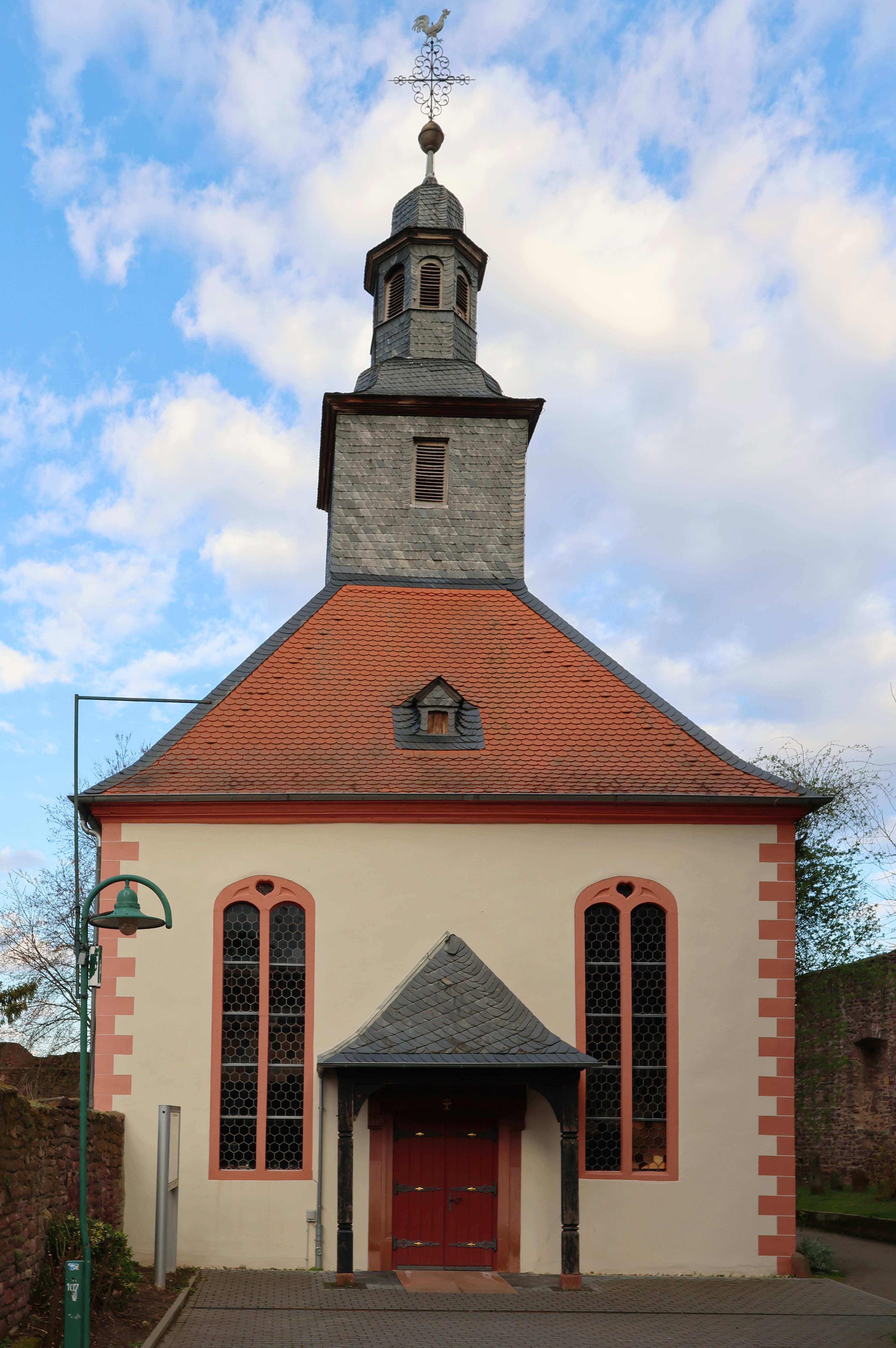
Frontalansicht der Kirche

## Architektur
Die Burgkirche ist eine Saalkirche in der Art einer ländlichen Barockkirche. Anstelle eines Kirchturms verfügt sie über einen Haubendachreiter. Die Fenster werden als gotisierend beschrieben. Die Kirche ist 23,4 Meter lang, 10,70 Meter breit und bis zur Turmspitze 25,64 Meter hoch.
Das Portal wird von Pilastern eingerahmt. In den Türsturz ist das Hayner Wappen eingemeißelt. Im dreieckigen Feld unter dem Portalgiebel sind das Isenburger Wappen und die Jahreszahl 1716 zu sehen. Außerdem ist dort das Jahr der Restaurierung 1973 vermerkt.

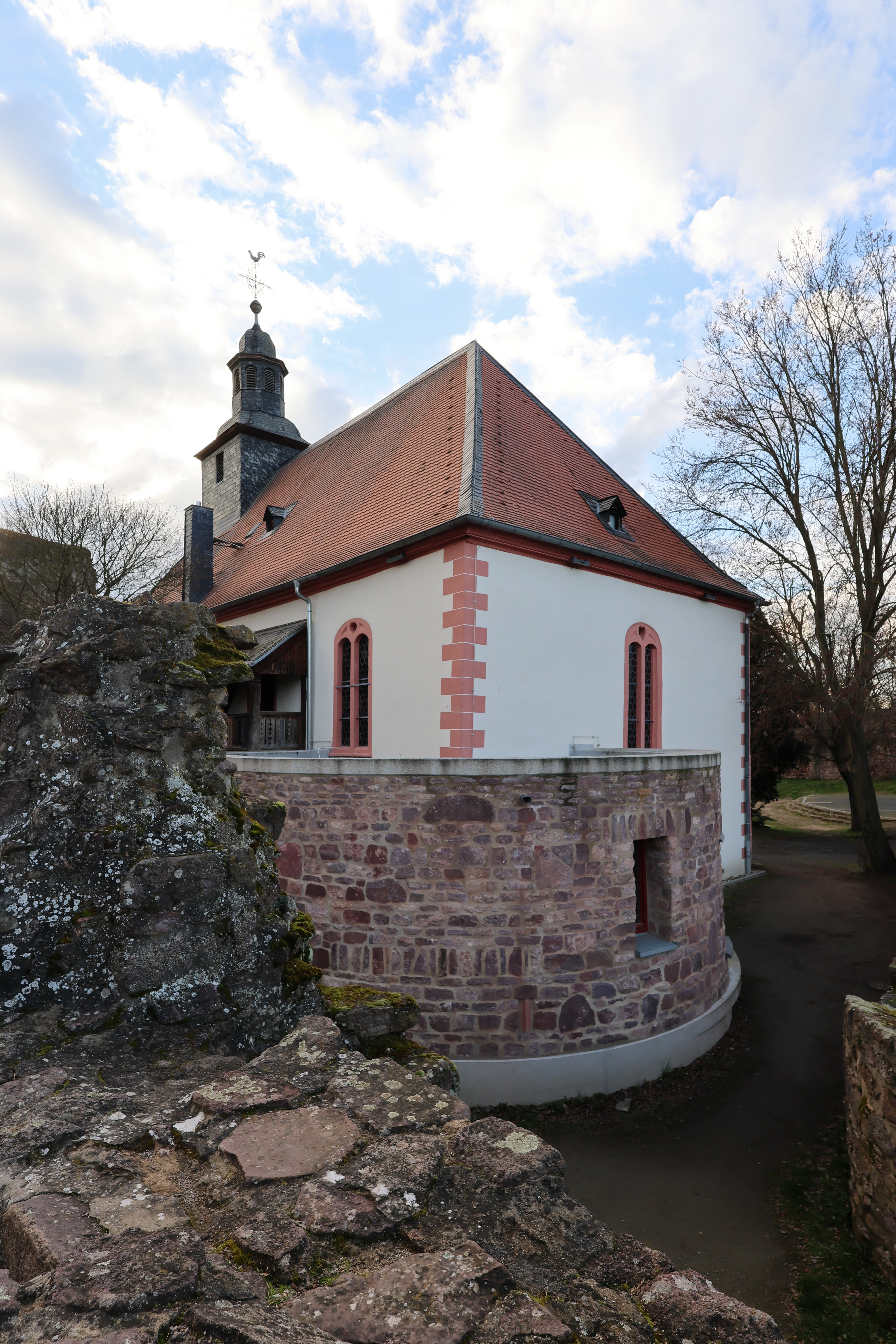
Der runde Sakristei-Anbau aus dem Jahr 2019 ist mit Bruchsteinmauerwerk verkleidet

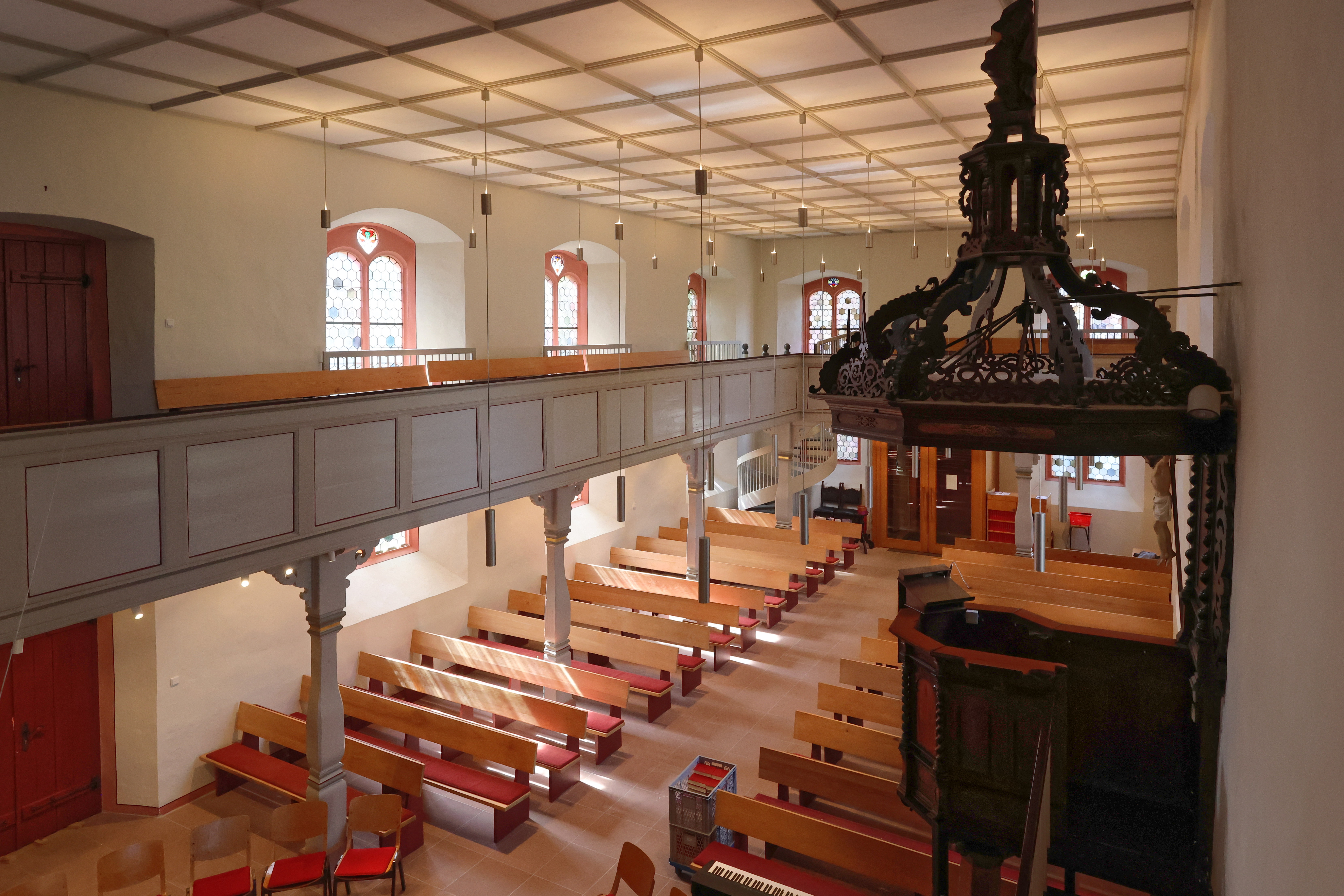
Die Kanzel und ein Teil der dreiseitigen Empore

Die Empore erstreckt sich auf drei Seiten des Innenraums. Sie ist nicht nur von innen zugänglich, sondern auch über eine Außentreppe an der Ostseite.

## Umbau und Renovierung
Eine erste größere Renovierung fand 1890/91 statt. Dabei wurde die Holzkassettendecke entfernt und durch eine Deckenmalerei ersetzt. Sie zeigte in der Mitte den segnenden Christus und an den Ecken die vier Evangelisten.
Bei einer Innenrenovierung 1956 erhielt die Kirche einen neuen Altar aus Sandstein anstelle des hölzernen Altars. Außerdem wurde der Rest des alten Deckengemäldes entfernt.
Eine grundlegende Sanierung war in den Jahren 1972–1975 notwendig. Sie fand unter Leitung des Architekten Otfried Rau (Darmstadt) statt. Beim Einbau einer Ölheizung 1970/71 waren Risse im Mauerwerk aufgefallen; Bodenuntersuchungen zeigten, dass sich die Mauer leicht zum Burgweiher verschoben und geneigt hatte. Daraufhin wurden drei Ringanker aus Beton angebracht, um das Gebäude zu stabilisieren. Die Fundamente wurden gegen Feuchtigkeit isoliert. Der Außenputz wurde erneuert. Die Innenrestaurierung verfolgte das Ziel, das barocke Erscheinungsbild wiederherzustellen. Markante Elemente des Farbkonzepts waren ein sandsteinroter Streifen in Kopfhöhe und ein gemaltes Stuckband am Übergang von Wand und Decke. Die Empore wurde in ihrer Originalform freigelegt und erhielt einen neuen Aufgang in Form einer Wendeltreppe. Der Abbau einer Trennwand hinter dem Altar legte das große Fenster an der Ostseite frei.

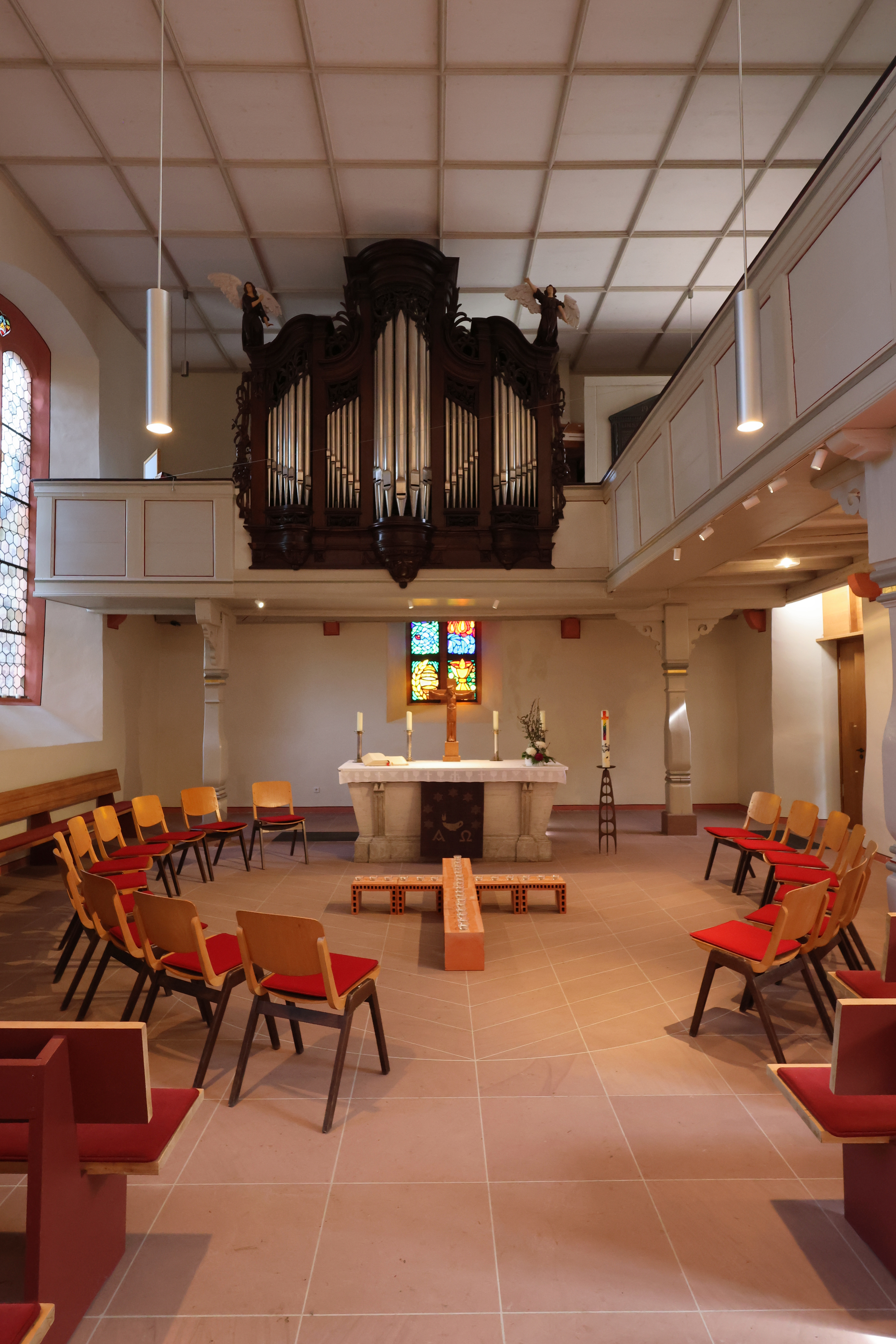
Altarraum im Jahr 2024: Der verschiebbare Altar bietet Raum für besondere Gottesdienstformen

Etwa 300 Jahre nach Errichtung der Burgkirche fand in den Jahren 2017–2020 eine umfassende Sanierung nach Plänen von Jochem Jourdan und dessen Sohn Benjamin Jourdan statt, um den Zustand aus der Bauzeit weitgehend zu rekonstruieren. Bei dieser Gelegenheit wurden auch eine Sakristei und eine Behindertentoilette angebaut. Der runde Anbau an der nordöstlichen Ecke der Kirche ist vom Portal aus nicht zu erkennen. Im Sinne der Barrierefreiheit wurden die Stufen am Kircheneingang und im Altarraum entfernt und durch ein leichtes Gefälle ersetzt. Der Anbau befindet sich an der Stelle eines früheren Stützpfeilers aus Bruchsteinmauerwerk. Seine Fassade ist mit dem Abbruchmaterial des Pfeilers verkleidet. Auch der Mainsandstein des ehemaligen Altars aus den 1970er-Jahren wurde wiederverwendet: Er findet sich in Form von Bodenplatten am Haupteingang und Nebeneingang wieder. Die Kirche erhielt unter anderem einen neuen Fußboden aus Sandstein. Einer Forderung der Oberen Denkmalbehörde in Wiesbaden entsprechend wurde die Holzkassettendecke rekonstruiert.

## Ausstattung

### Altar
Seit 2018 verfügt die Burgkirche über einen Altar aus Holz. Er lässt sich zur Seite schieben, wenn das zum Beispiel für ein Konzert oder eine besondere Form des Gottesdienstes notwendig ist. Auch der ursprüngliche Altar von 1718 war aus Holz gewesen. Er war bei der Renovierung 1956/57 durch einen Altar aus Sandstein ersetzt worden.

### Kanzel

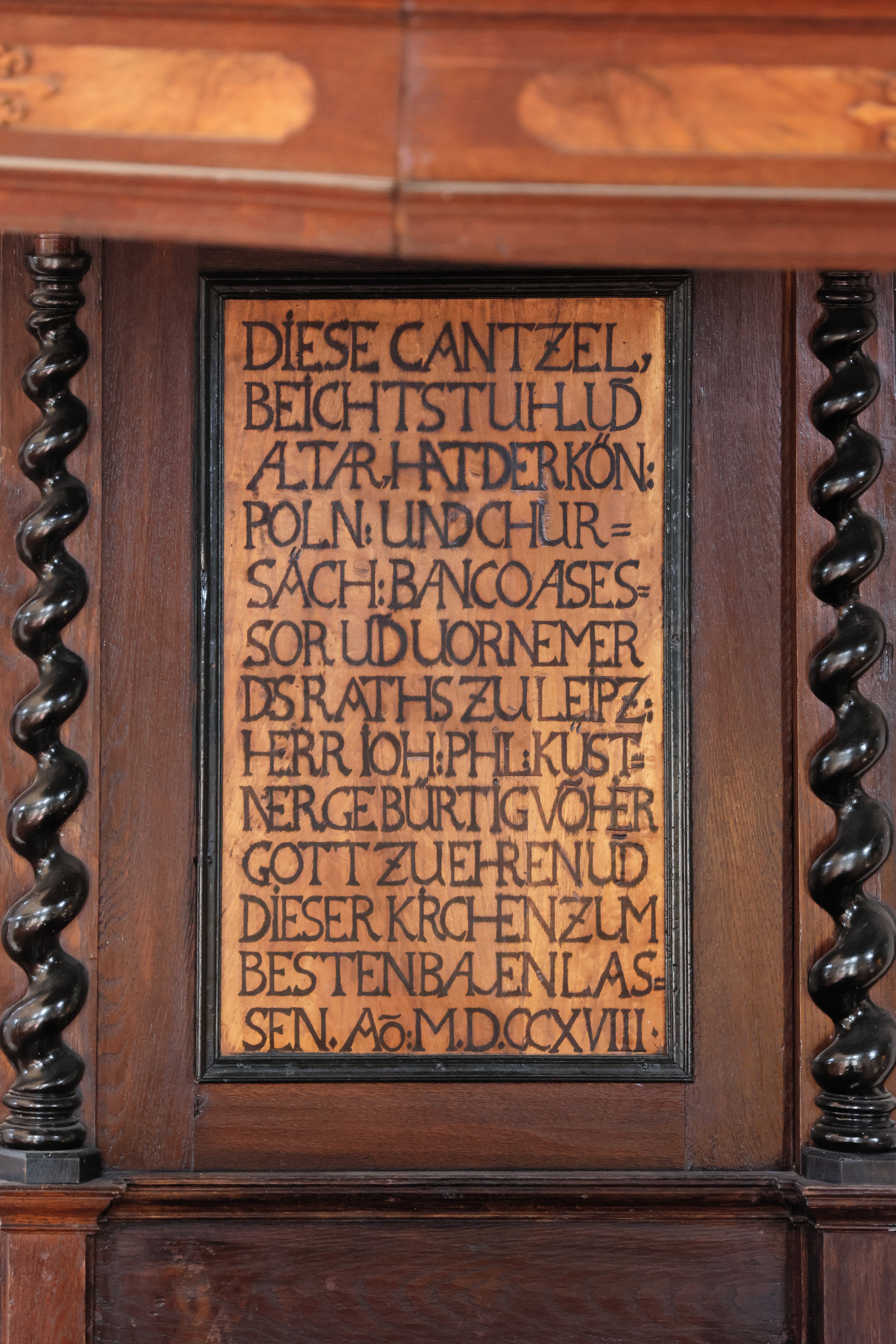
Eine Schrifttafel erinnert an den Mäzen, der 1718 Kanzel, Beichtstuhl und Altar bauen ließ

Die Kanzel ist als einziger Teil des Inventars aus der Zeit des Wiederaufbaus erhalten. Der ehemalige Hayner Bürger Johann Philipp Küstner hatte sie gestiftet, wie eine Inschrift bezeugt. Sie ist mit Intarsien und mit Schnitzereien am Baldachin geschmückt. Auf dem Schalldeckel der Kanzel steht eine Figur des heiligen Petrus.

### Orgel

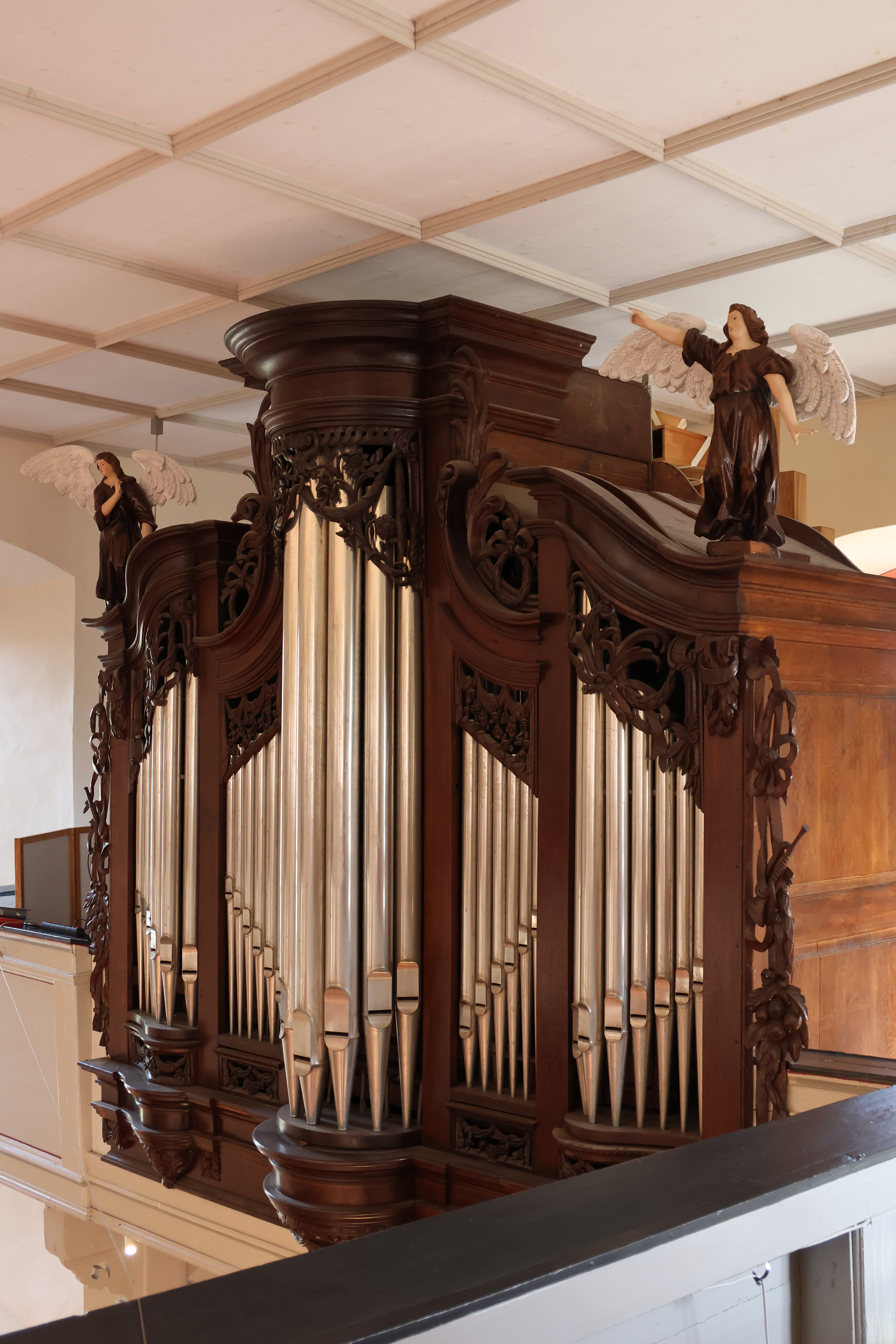
Auf dem Orgelprospekt stehen zwei Engelfiguren

Die Orgel der Burgkirche stammt aus einer berühmten Orgelbauwerkstatt des 18. Jahrhunderts. Sie wurde um 1791 von der dritten Generation der Orgelbauerfamilie Stumm aus Sulzbach (Taunus) gebaut. Diese Orgel hatte 17 Register und kostete 1632 Gulden. Sie ersetzte das erste Instrument, ein Positiv, das in Frankfurt erworben worden war.
Bei einem ersten Umbau wurde die Stumm-Orgel an die klanglichen Vorlieben der Romantik angepasst. Eine Reparatur im Jahr 1911 setzte diese Entwicklung fort. Dabei veränderte Heinrich Bechstein (Groß-Umstadt) einige Register auf der Grundlage eines Gutachtens von Arnold Mendelssohn, der damals als Kirchenmusikmeister für die Evangelische Landeskirche in Hessen tätig war. 1927 erhielt das Instrument ein elektrisches Gebläse.
Eine umfangreiche Reparatur war 1952 erforderlich. Orgelbauer der Firma Förster & Nicolaus erneuerten unter anderem die Windlade sowie die Mechanik des Pedalwerks, die vom Holzwurm befallen war. Bei dieser Gelegenheit wurden mehrere Register verändert, um wieder den ursprünglichen Barockklang zu erreichen.

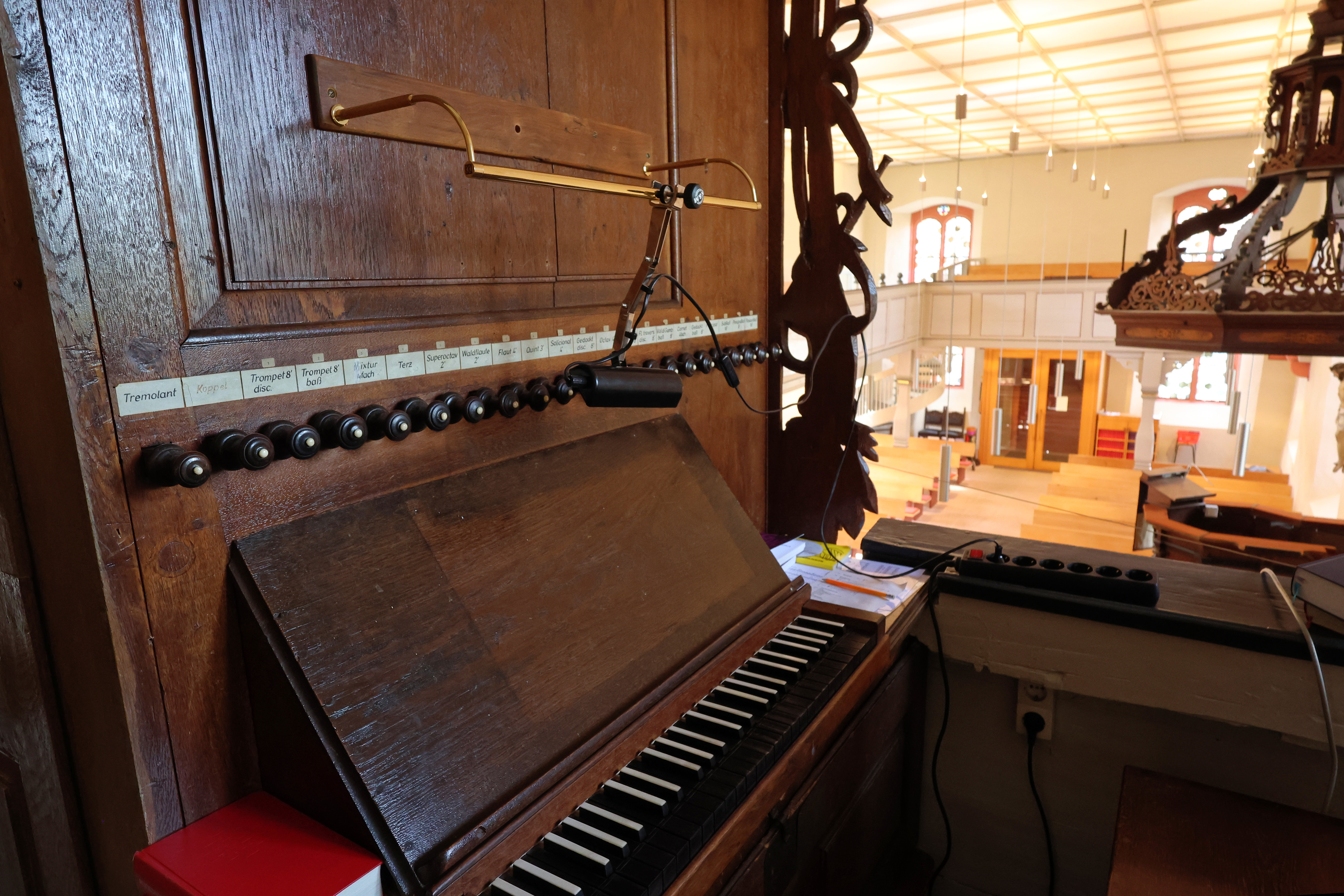
Die Stumm-Orgel verfügt über ein Manual und Pedalwerk

Nach den Grundsätzen der Orgeldenkmalpflege wurde die Orgel 1974–1975 so restauriert, dass sie wieder dem Originalzustand entspricht. Auch diese Aufgabe übernahm die Firma Förster & Nicolaus. Nach dem Vorbild anderer Stumm-Orgeln rekonstruierten die Orgelbauer das Pedal und die fehlenden Zungenregister Trompete und Posaunenbass. Auch das Gehäuse wurde überarbeitet. In den Orgelprospekt wurden neue Pfeifen aus Zinn eingefügt. Die ursprünglichen Pfeifen aus Metall hatte die Kirchengemeinde 1918 für Kriegszwecke abgeben müssen. 1993 wurde auch das originalgetreue Windwerk mit zwei Spanbälgen wieder hergestellt. Die Orgel verfügt über ein Manual (51 Tasten) mit 14 Registern (drei davon geteilt in Discant/Baß) und ein Pedal (25 Tasten) mit drei Registern. Eine Besonderheit ist die Stimmung: Sie ist einen Halbton höher als üblich. Zwei aus Holz geschnitzte Engelfiguren zieren die oberen Ecken des Orgelprospekts. Sie wurden nach einer Spendenaktion im Jahr 2021 restauriert.

### Glocke
Im Haubendachreiter hängt eine Glocke mit der Inschrift Soli Deo Gloria. Sie wurde am 20. April 1958 geweiht.

### Fenster
Hohe, schlanke Fenster an beiden Längsseiten des Kirchenschiffs sorgen tagsüber für die Grundhelligkeit in der Kirche.
Hinter dem Altar befindet sich seit 1975 ein Fenster aus Betonglas, das in kräftigen Farben vier zentrale Symbole des Christentums darstellt: Fisch, Flammen, Brot und Weinkelch. Es wurde nach einem Entwurf von Hans-Jürgen Rau angefertigt.

### Gedenktafel
Auf der Empore ist eine Gedenktafel mit den Namen der getöteten Soldaten im Deutsch-Französischen Krieg und im Ersten Weltkrieg angebracht.

## Denkmalschutz
Die Burgkirche ist als Kulturdenkmal in das Denkmalverzeichnis des Landes Hessen eingetragen. Sie ist außerdem ein Teil der geschützten Gesamtanlage der Burg Hayn.

## Trivia
Die Burgkirche ist auf dem Wirtshausschild der Dreieichenhainer Gaststätte Zur Alten Burg abgebildet.